# Birra d'abbazia

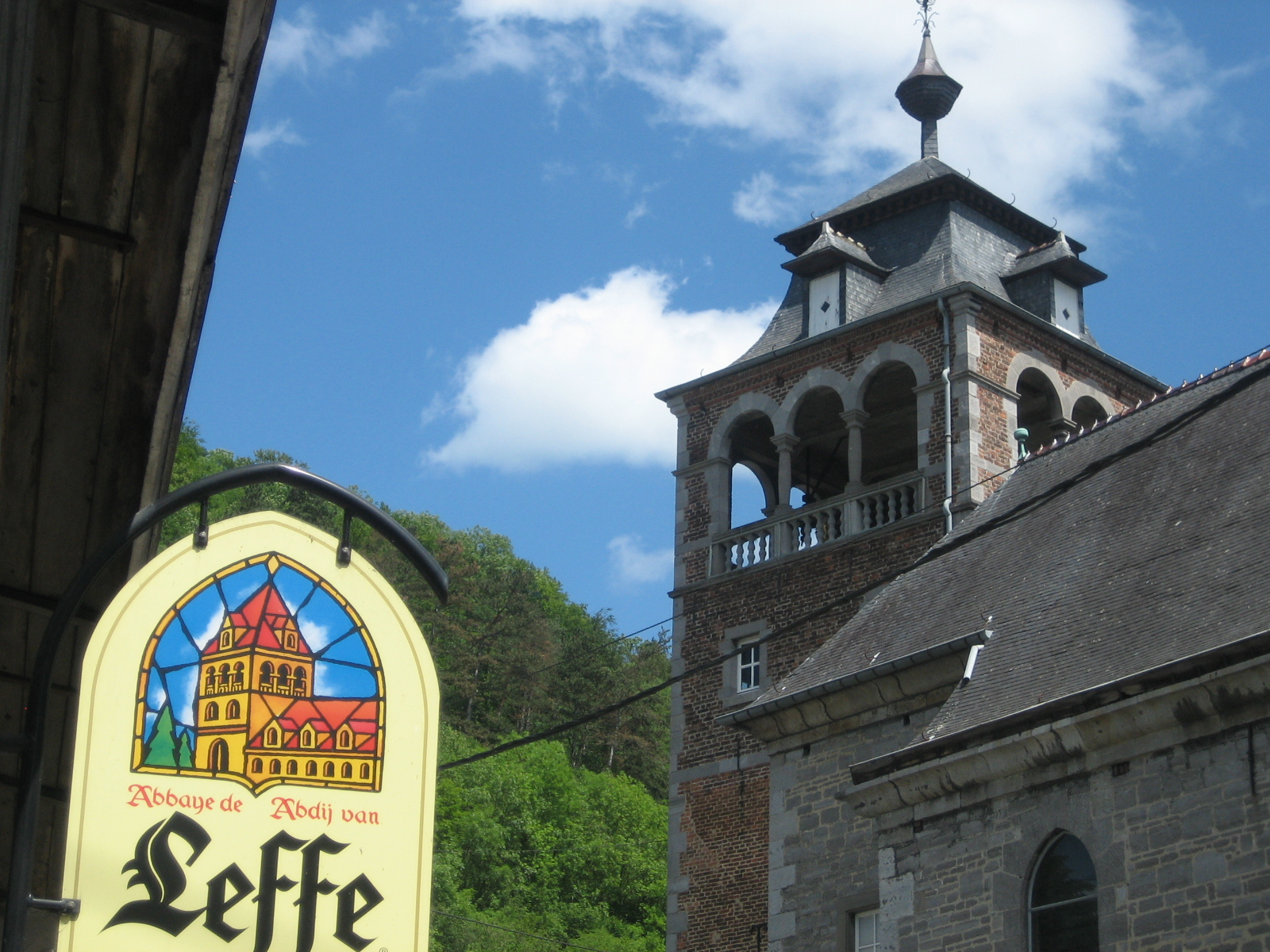
L'abbazia di Leffe, luogo originario di produzione dell'omonima birra

Con il termine commerciale birra d'abbazia si definiscono genericamente quelle birre che sono o erano prodotte presso un'abbazia, monastero o in stretta relazione con esso.

## Definizione
La definizione non è regolata da uno specifico disciplinare, a differenza delle birre trappiste,  pertanto è comune leggere tale dizione anche su prodotti che non hanno mai avuto rapporto con strutture monastiche o religiose o che, pur essendo stati, nel passato, prodotti all'interno di abbazie, successivamente sono transitate sotto il marchio di aziende o birrifici "laici" che li fabbricano su licenza seguendo, nella maggior parte dei casi, le antiche ricette.

## Caratteristiche
Pur non essendo un vero e proprio stile, tuttavia è possibile ricomprendere le birre d'abbazia all'interno di una classe omogenea caratterizzata da alcuni elementi:
- birre prevalentemente belghe;[2][3]
- alta fermentazione:[3]
- gusto aromatico e corposo, grazie anche all'aggiunta di aromi quali coriandolo, bucce di arancia amara, scorze di laraha e ulteriore luppolo a fine bollitura;[3]
- gusto complesso, aromatico, pieno e strutturato;[2]
- il lievito, depositato sul fondo della bottiglia, non influisce sulla limpidezza;[3]
- a differenza delle birre trappiste, la rifermentazione in bottiglia, seppure pratica comune, non è caratterizzante.[3]

Le birre d'abbazia, seguono la stessa classificazione delle trappiste, dividendosi in:
- dubbel, double o doppel, dal colore che parte dall'ambrato e arriva fino al bruno scuro, gradazione alcolica compresa tra 6% vol al 7,5% vol ;
- tripel, triple o trippel, dal colore chiaro e gradazione alcolica compresa tra 7% vol 10% vol. Per raggiungere l'alta gradazione alcolica, si ricorre a una terza rifermentazione in bottiglia o in fusto.